# Alexei Sergejewitsch Selesnjow
Alexei Sergejewitsch Selesnjow (russisch Алексей Сергеевич Селезнёв, wiss. Transliteration Aleksej Sergeevič Seleznëv, auch französisch: Alex Selesnev; * 1888 in Tambow; † Juni 1967 in Bordeaux) war ein französischer Schachmeister und Studienkomponist russischer Herkunft.

## Schachspieler
Selesnjows aktive Zeit fällt in die Jahre 1913 bis 1927, als er an vielen bedeutenden Schachturnieren teilnahm. Er wurde 1919 in einem Turnier in Berlin Zweiter hinter Efim Bogoljubow, landete aber vor Richard Réti und Rudolf Spielmann. Im Frühjahr 1920 gewann er ein Turnier der Berliner Schachgesellschaft vor Friedrich Sämisch. Gute Erfolge erzielte er auch in Göteborg 1920, Mährisch-Ostrau 1923 und in Meran 1924. Er nahm an drei UdSSR-Meisterschaften (1924, 1925 und 1927) teil, sein bestes Resultat hatte er 1924, als er Sechster wurde. 1927 belegte er außer Konkurrenz Platz 1 der ukrainischen Meisterschaft.
Selesnjow, der während des internationalen Turniers in Mannheim 1914 wegen Beginns des Ersten Weltkriegs in Triberg u. a. mit Alexander Aljechin, Efim Bogoljubow und Ilja Rabinowitsch interniert wurde, verbrachte viele Jahre in Deutschland und spielte mehrere Wettkämpfe: 1916 in Triberg gegen Hans Fahrni 3:3 (+2 =2 −2), 1917 an gleicher Stelle gegen Efim Bogoljubow 3,5:4,5 (+2 =3 −3), 1920 in Berlin gegen Curt von Bardeleben 4:2 (+2 =4 −0), 1921 in Berlin gegen Richard Teichmann 1,5:0,5 (+1 =1 −0).
1924 kehrte Selesnjow in die Sowjetunion zurück. Ende der 1920er Jahre beendete er seine Schachlaufbahn und lebte 1930 bis 1942 in Stalino. Während der deutschen Besatzung arbeitete er als Dolmetscher im städtischen Amt. Mit dem Vorrücken der Roten Armee befürchtete er, dass er der Kollaboration beschuldigt wird und setzte sich mit Unterstützung Bogoljubows zunächst nach Triberg ab. Später ließ er sich in Frankreich nieder. Neben dem Turnierschach war die Schachkomposition seine Leidenschaft. Er veröffentlichte bis in die 1950er Jahre geistreiche Studien.
Seine beste historische Elo-Zahl betrug 2619. Diese erreichte er im Januar 1920.

## Studien
|   | a | b | c | d | e | f | g | h |   |
| 8 |   |   |   |   |   |   |   |   | 8 |
| 7 |   |   |   |   |   |   |   |   | 7 |
| 6 |   |   |   |   |   |   |   |   | 6 |
| 5 |   |   |   |   |   |   |   |   | 5 |
| 4 |   |   |   |   |   |   |   |   | 4 |
| 3 |   |   |   |   |   |   |   |   | 3 |
| 2 |   |   |   |   |   |   |   |   | 2 |
| 1 |   |   |   |   |   |   |   |   | 1 |
|   | a | b | c | d | e | f | g | h |   |

Lösung:

1. Lf2–h4+ Röntgenangriff Th2xh4

2. Dh1xh4+ Dh8xh4 (2. d7–d8D+? Dh8xd8 3. Dh1xh4+ Kf6xe6 4. Dh4xd8 patt)

3. d7–d8L+! Unterverwandlung, Spieß (3. d7–d8D+? Kf6xg6 4. Dd8xh4 patt, Echo)

gewinnt die Dame auf h4.
Eine weitere interessante Studie Selesnjows ist zu finden unter
Rochade in der Schachkomposition.

## Werke
- A. Selesnieff, Em. Lasker: 35 Endspielstudien von Schachmeister A. Selesnieff. Verlag Bernhard Kagan, Berlin 1919.
- Alexei Sergejewitsch Selesnjow: 100 schachmatnych etjudow. Fiskultura i sport, Moskwa / Leningrad 1940 (russisch)